# Duved

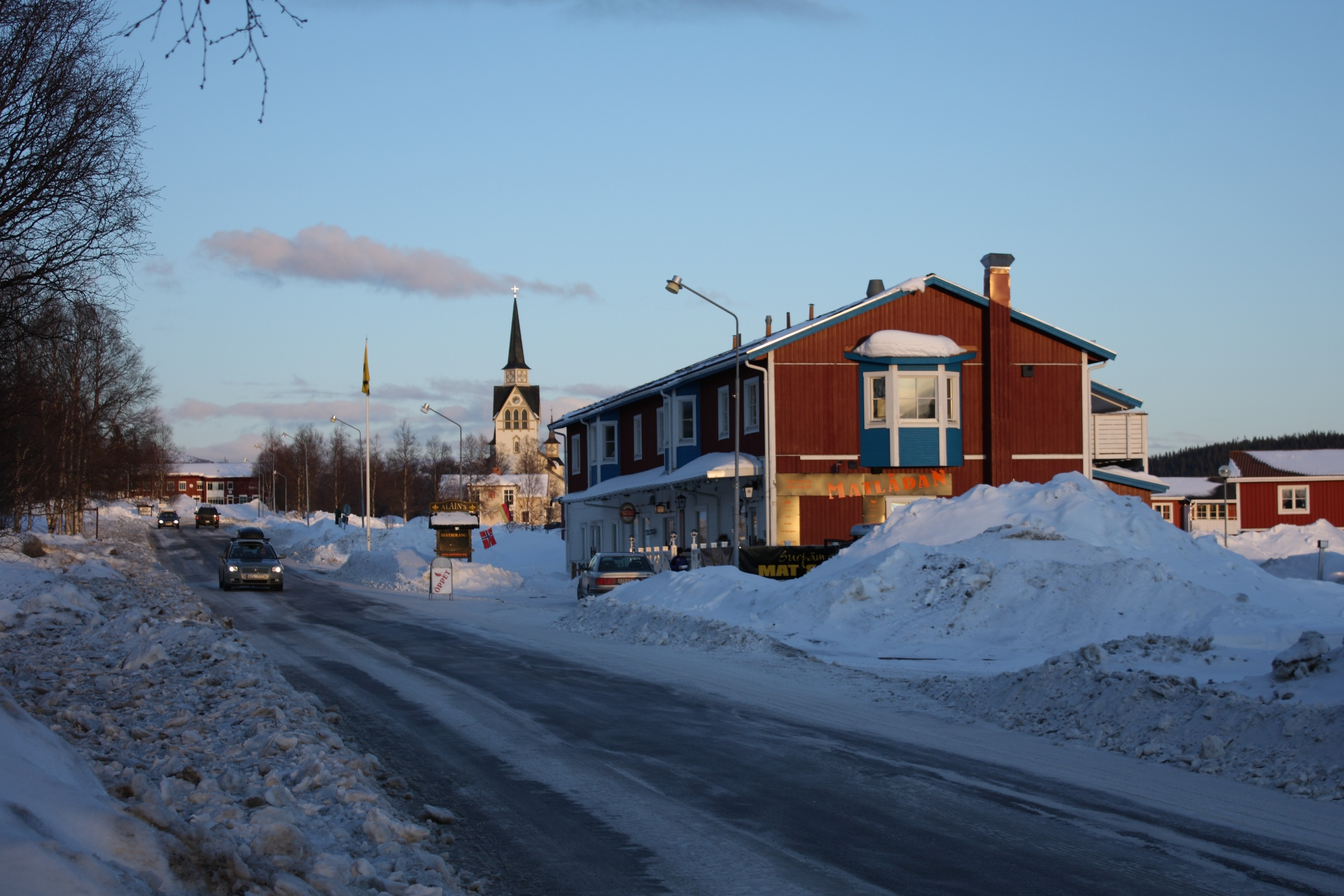
Ortszentrum von Duved

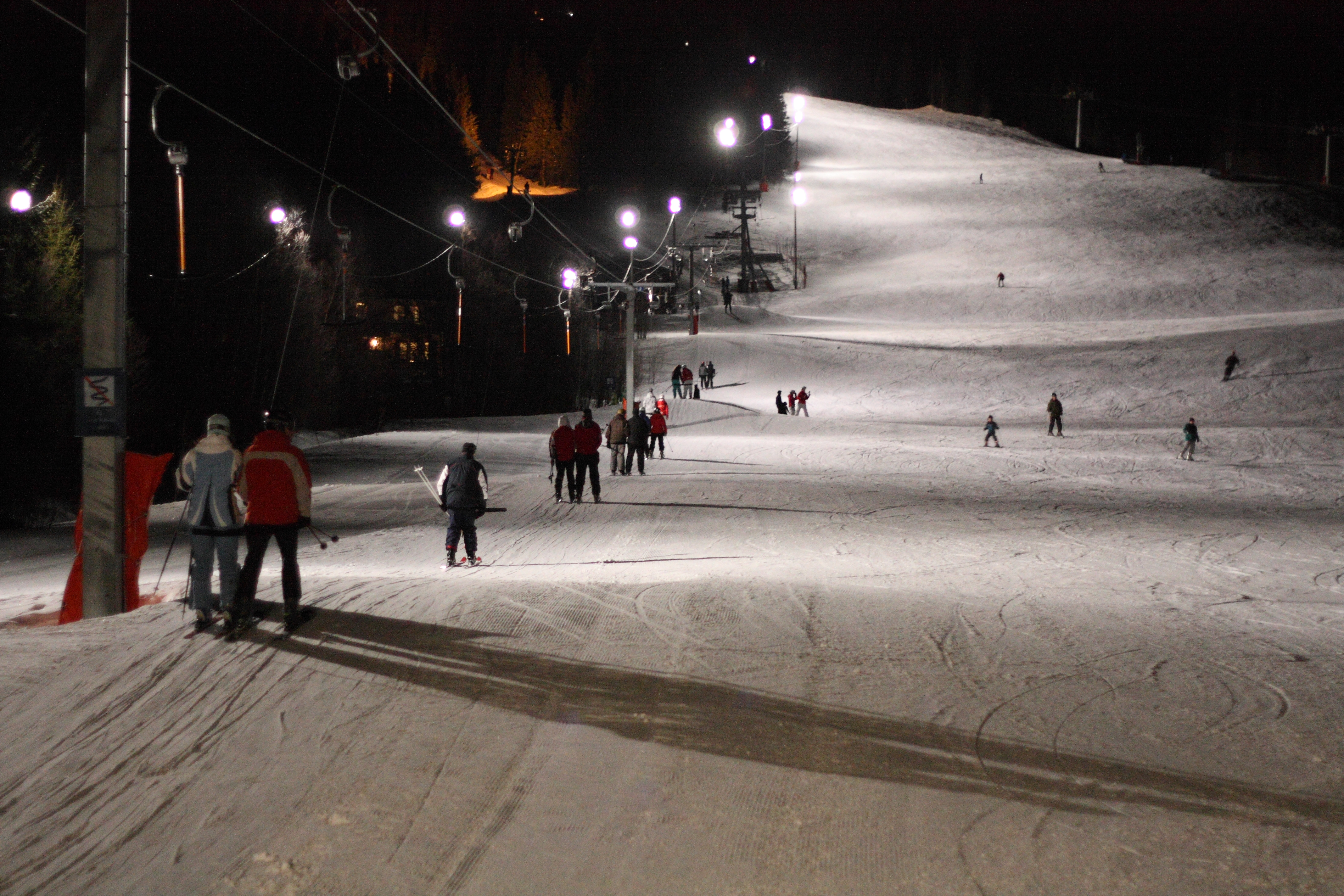
Abendskilauf am Hamrelift

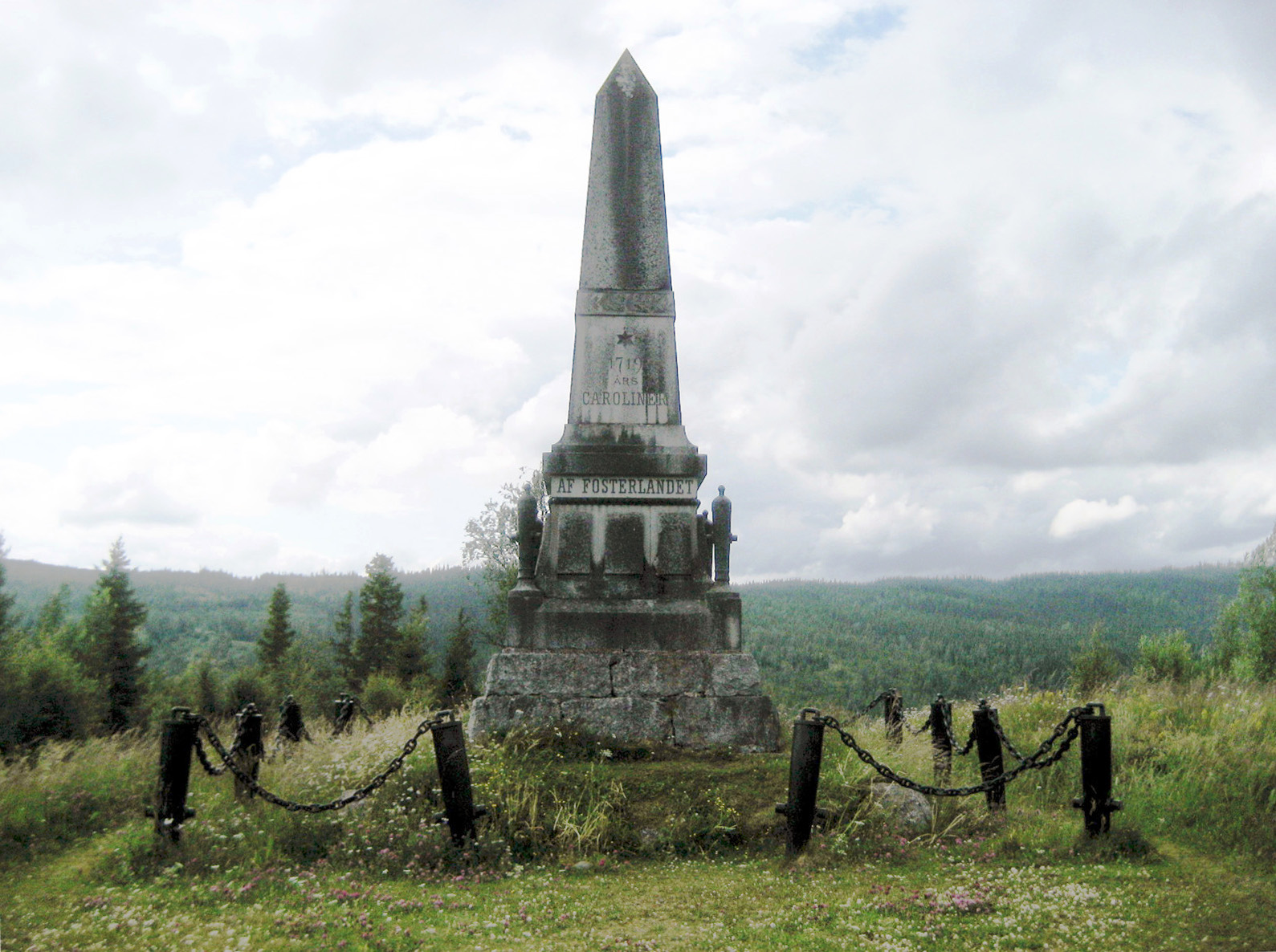
Das Karolinermonument

Duved ist ein Ortsteil von Åre in der schwedischen Provinz Jämtlands län. Nördlich des etwa 7 km westlich der Ortsmitte von Åre etwa 400 m ö.h. hoch gelegenen Duved ragt das 1031,1 m ö.h. hohe Mullfjället empor, südlich fließt der Indalsälven.

## Geschichte
Anfang August 1718 begann von Duved aus ein Feldzug von Carl Gustaf Armfelts Karolinern mit dem Ziel der Einnahme Trondheims. An dem Feldzug nahmen insgesamt 10.073 Menschen teil. Dieser Feldzug misslang. Auf dem Rückzug von Tydal nach Duved geriet die Armee an Neujahr 1718/1719 in einem Schneesturm, und rund 3000 Leute erfroren zwischen Tydal und Handöl im Fjäll.
Duved war vor 2015 eigenständiger Tätort mit zuletzt (2010) 663 Einwohnern, wuchs dann aber mit dem östlich gelegenen Åre zusammen.

## Das Skigebiet
Duved bildet mit den östlich gelegenen Ortschaften Tegefjäll, Åre und Björnen das Skigebiet von Åre, eines der größten Schwedens. Dabei ist die Atmosphäre im kleineren Duved insgesamt ruhiger als in Åre, da es überwiegend Ferienhäuser, aber weniger Hotels gibt.

### Alpin
Duved und Tegefjäll haben zusammen insgesamt 11 Skilifte und 27 Skipisten. Eine durchgehende Lift- und Pisten-Verbindung nach Åre existiert aufgrund des Hochplateaus zwischen dem Mullfjället und dem Åreskutan nicht. Dafür fahren Skibusse. Der Hamrelift ist zwei Mal die Woche (2013) auch abends geöffnet. Die ersten Skilifte Duveds wurden 1962 gebaut. Tegefjäll wurde 1986 ausgebaut, und 1988 wurden die Skiliftsysteme von Duved und Tegefjäll miteinander verbunden.

### Langlauf
In Duved gibt es gespurte Loipen mit Längen zwischen 2,5 und 15 Kilometer, die teilweise auch abends beleuchtet sind. Zudem gibt es die Möglichkeit, Skitouren auf markierten Wanderwegen zu unternehmen, zum Beispiel auf das Mullfjället oder nach Ullådalen.

## Infrastruktur
Am nördlichen Ortsrand verläuft die Europastraße 14 von Östersund nach Trondheim. Duved besitzt einen Bahnhof mit regelmäßigen Zugverbindungen nach Trondheim, Östersund, Stockholm und Südschweden. Duved besitzt eine Schule mit Unterricht von der Vorschule bis zur 9. Klasse, deren Einzugsgebiet bis zu den an der norwegischen Grenze gelegenen Ortschaften Storlien und Skalstugan reicht.

## Sehenswürdigkeiten
In Duved steht eine Holzkirche im neugotischen Stil aus dem Jahre 1894. In der zwei Kilometer westlich von Duved gelegenen Häuseransammlung Duvedsbyn erinnert das Karolinermonument an die Katastrophe von Neujahr 1718/1719. Wenige Meter entfernt befinden sich die Reste der Duvedschanze (Duved skans), die von 1658 bis 1809 einer schwedischen Kompanie als Stützpunkt diente. Zehn Kilometer nordwestlich von Duved befindet sich der Tännforsen, Schwedens größter Wasserfall.

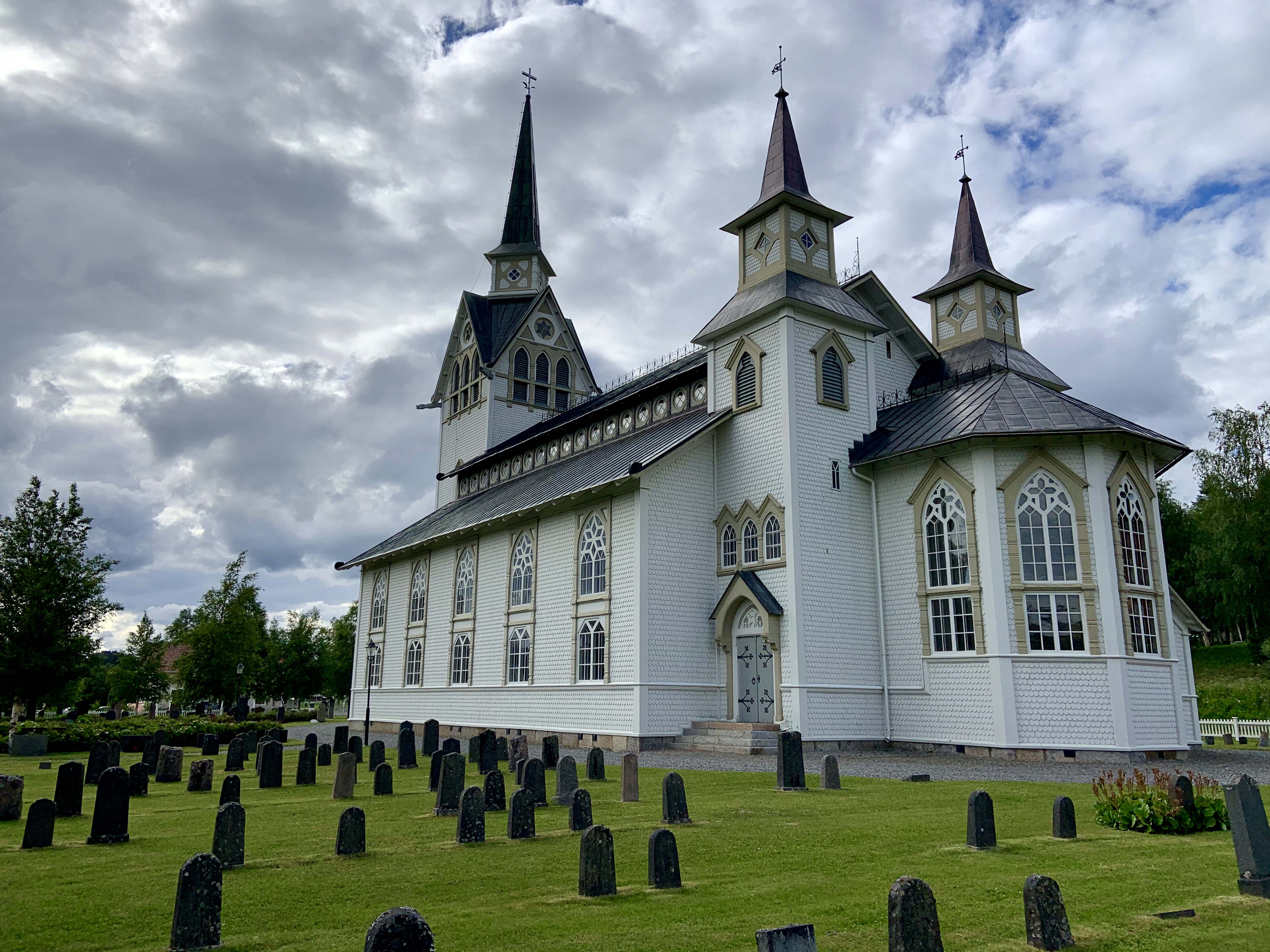
Duveds Holzkirche
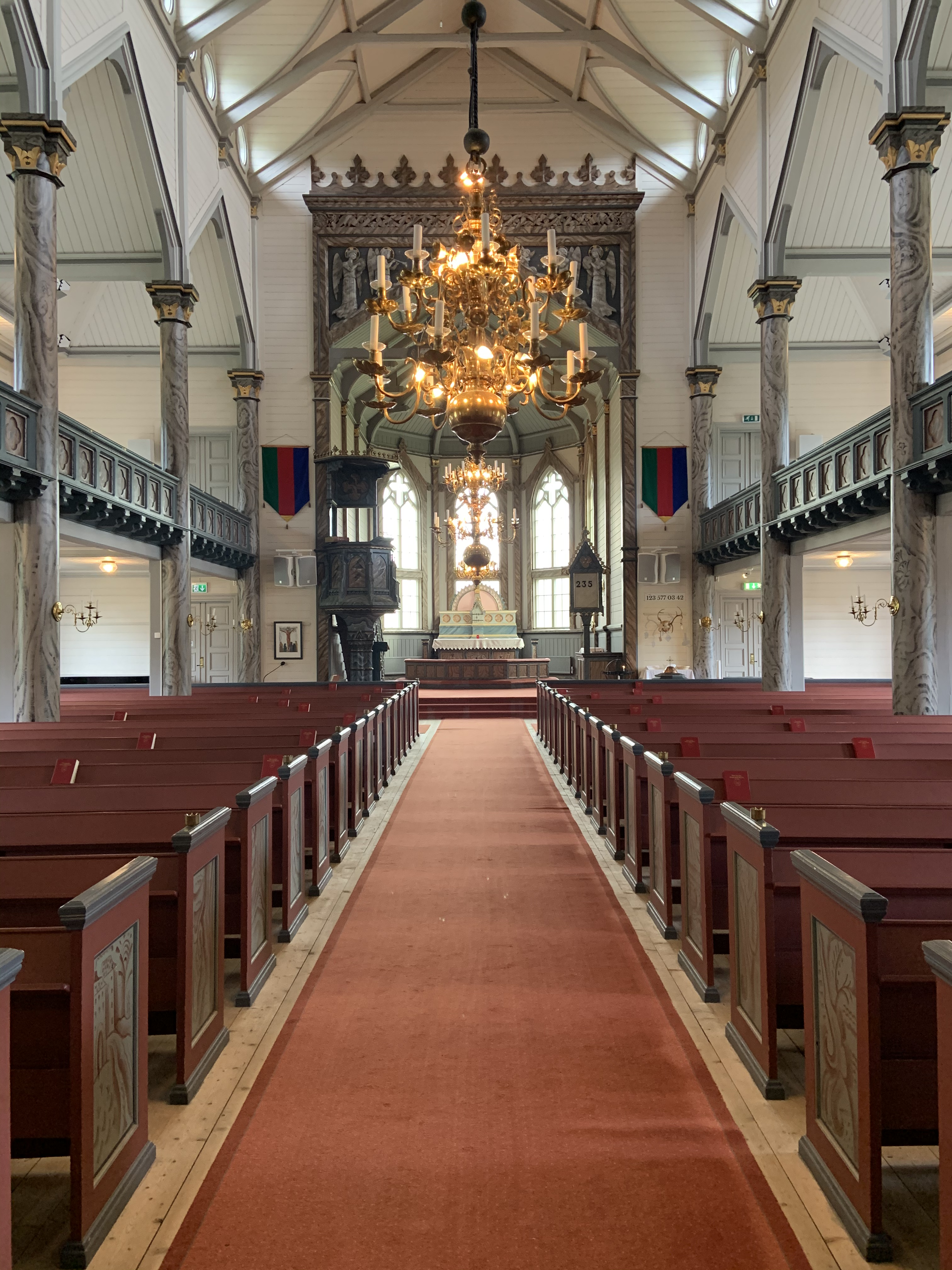
Mittelgang in Duveds Kirche
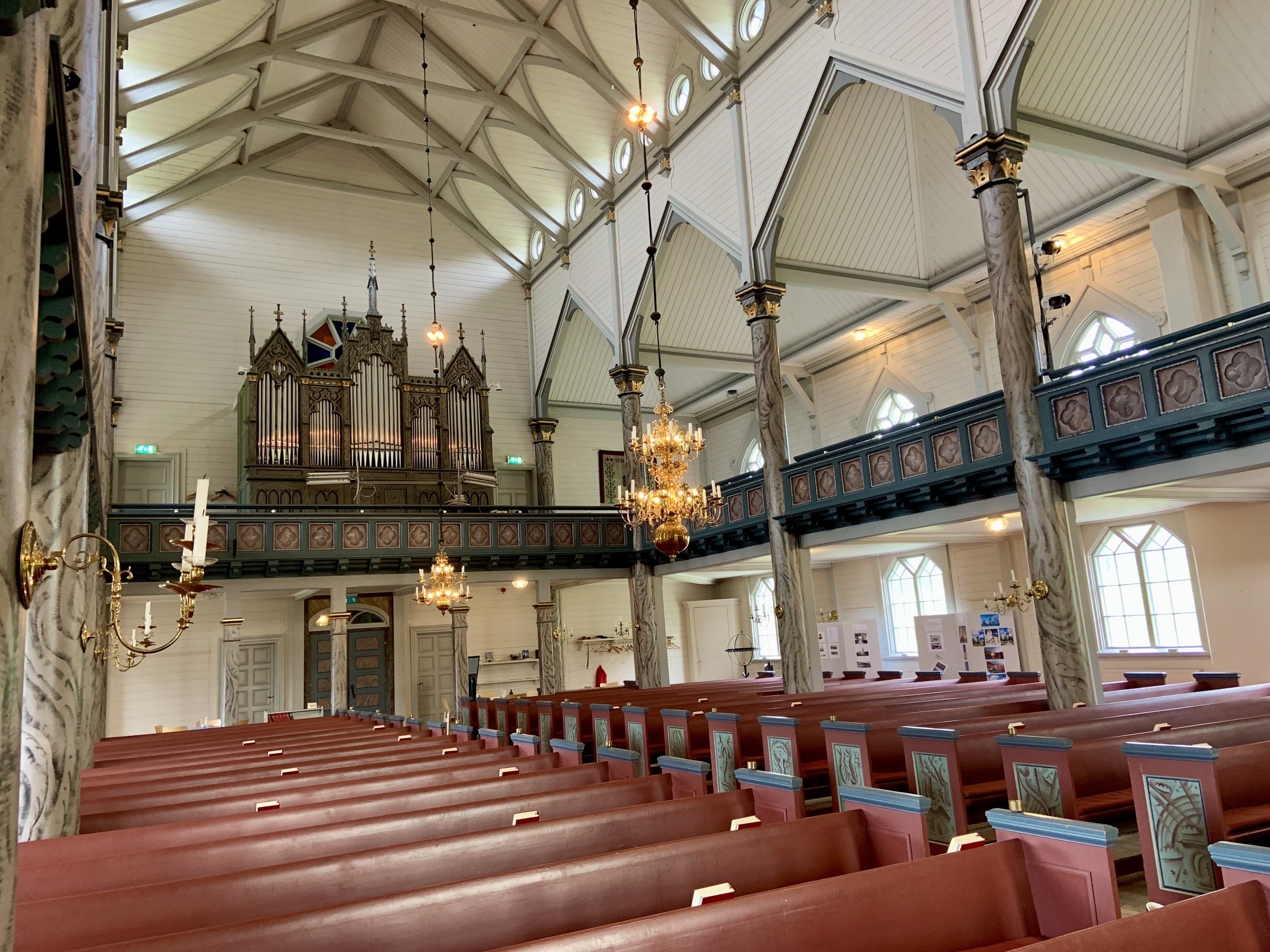
Die Orgel im Hauptschiff der Kirche
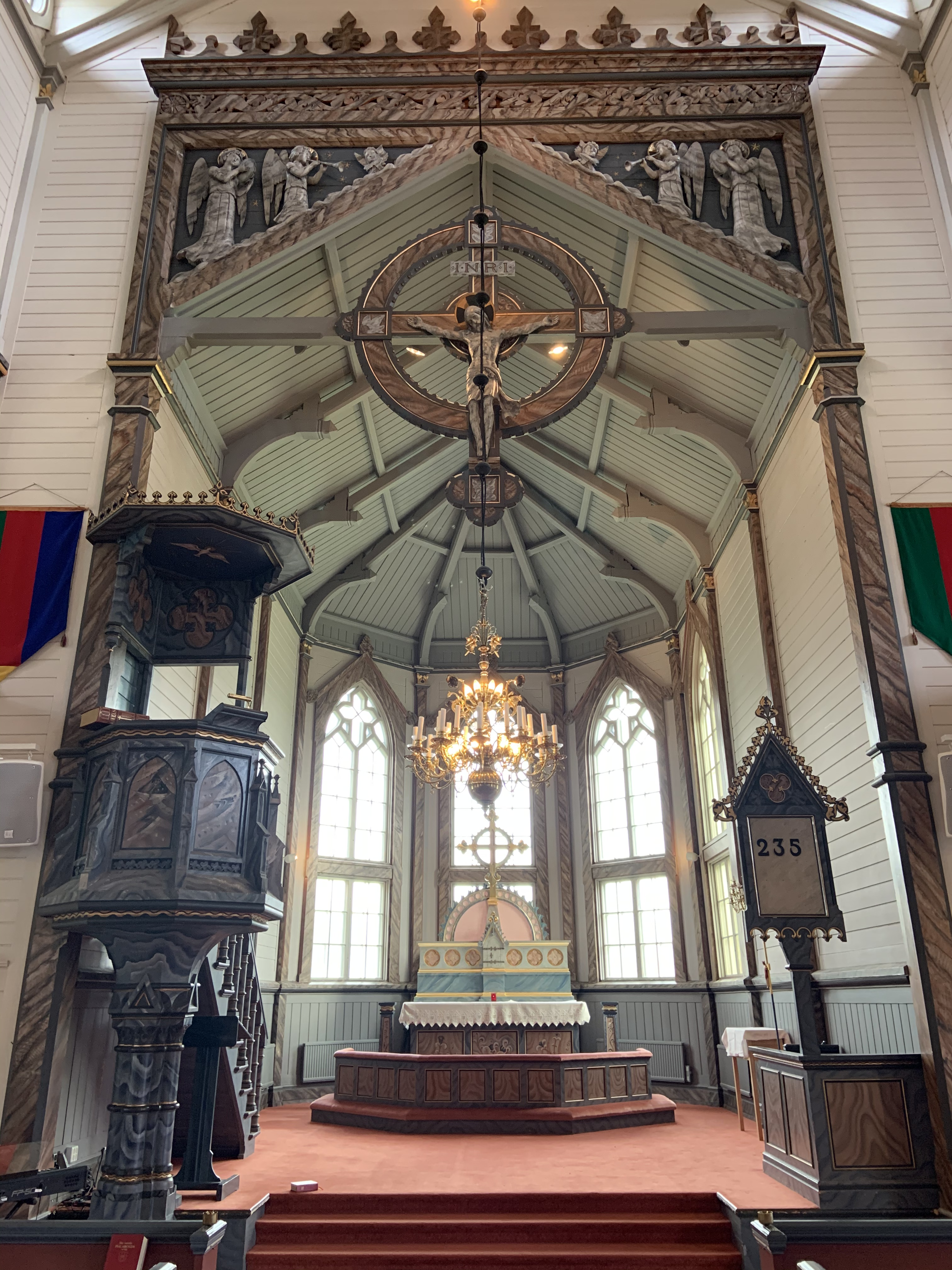
Die Kanzel samt Altar in der Kirche von Duved
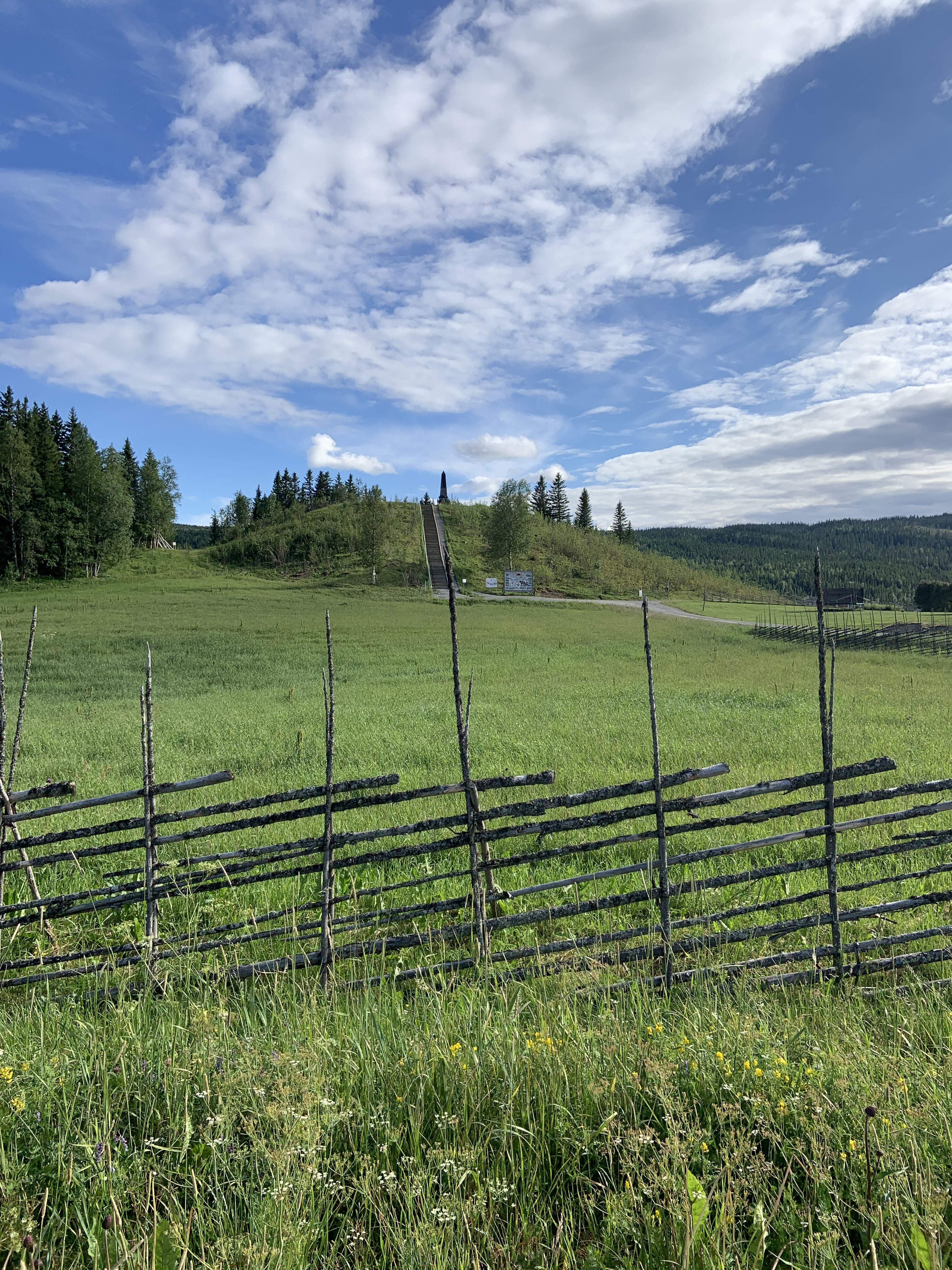
Eine der zwei Schanzen, hier die Åreschanze (Åreskans) mit dem Karolinermonument
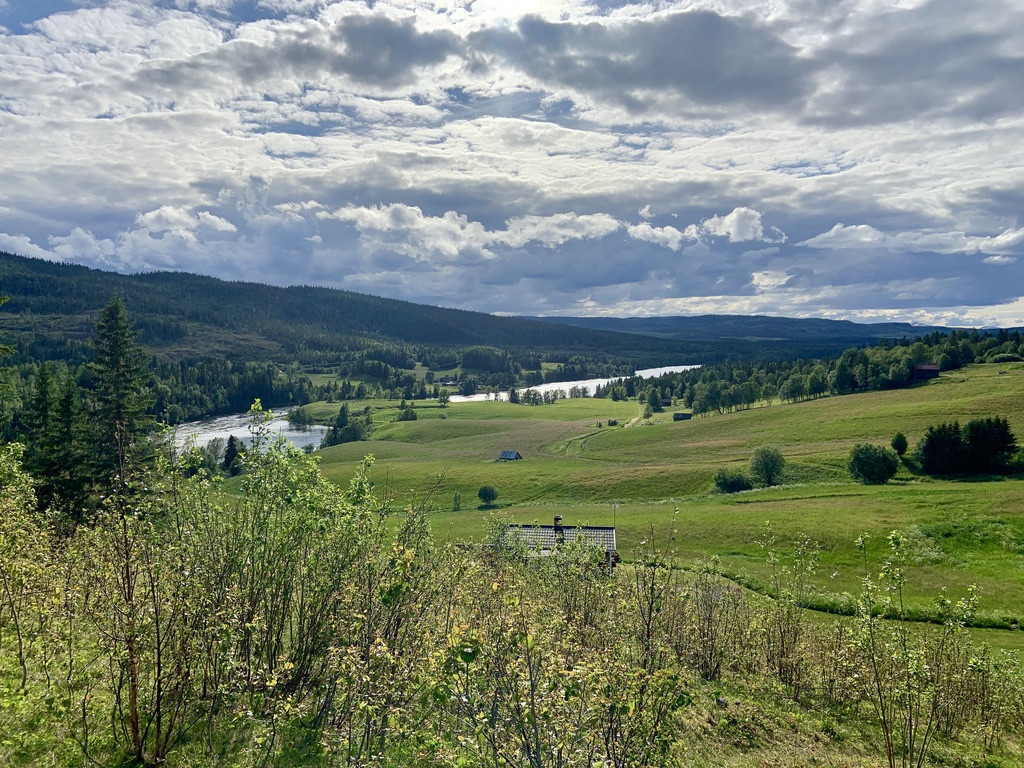
Die Duvedschanze (Duveds skans)